# En familj – August: Osage County
En familj – August: Osage County (originaltitel: August: Osage County) är en amerikansk tragikomisk dramafilm från 2013 i regi av John Wells. Filmens manus är skrivet av Tracy Letts och är baserat på manuset till hans broadwaypjäs med samma namn, vilken vann Pulitzerpriset 2008. I rollerna ses bland andra Meryl Streep, Julia Roberts, Ewan McGregor och Chris Cooper.
Filmen utspelar sig i en familj i den amerikanska södern dit de tre vuxna döttrarna återvänder efter att deras far har försvunnit.
Meryl Streep och Julia Roberts nominerades till Oscars för Bästa kvinnliga huvudroll respektive Bästa kvinnliga biroll vid Oscarsgalan 2014.

## Rollista
| Meryl Streep         | – Violet Weston                  |
| Julia Roberts        | – Barbara Weston-Fordham         |
| Ewan McGregor        | – Bill Fordham                   |
| Chris Cooper         | – Charles Aiken                  |
| Abigail Breslin      | – Jean Fordham                   |
| Benedict Cumberbatch | – Charles "Little Charles" Aiken |
| Juliette Lewis       | – Karen Weston                   |
| Margo Martindale     | – Mattie Fae Aiken               |
| Dermot Mulroney      | – Steve Heidebrecht              |
| Julianne Nicholson   | – Ivy Weston                     |
| Sam Shepard          | – Beverly Weston                 |
| Misty Upham          | – Johnna Monevata                |